# Sant’Eufemia (Venedig)
Sant’Eufemia, heute selten Santa Eufemia della Giudecca, ist eine der ältesten Kirchen Venedigs. Das Bauwerk, dessen heutige Erscheinung aus der ersten Hälfte des 18. Jahrhunderts stammt, befindet sich auf der gleichnamigen Teilinsel der Giudecca. Wie eine Inschrift belegt, wurde die Kirche 1733 wiederhergestellt, zuletzt   wurde sie ab 2012 restauriert.

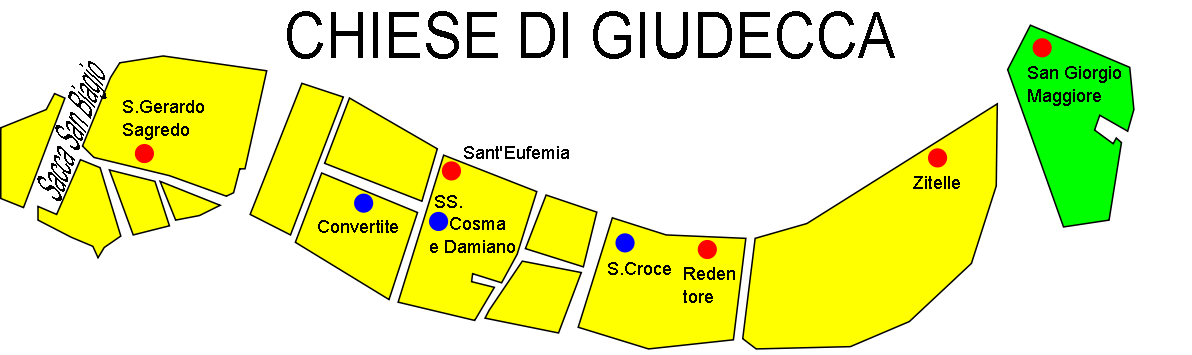
Kartenskizze der Kirchen der Giudecca, mit der zentral gelegenen Kirche Sant’Eufemia

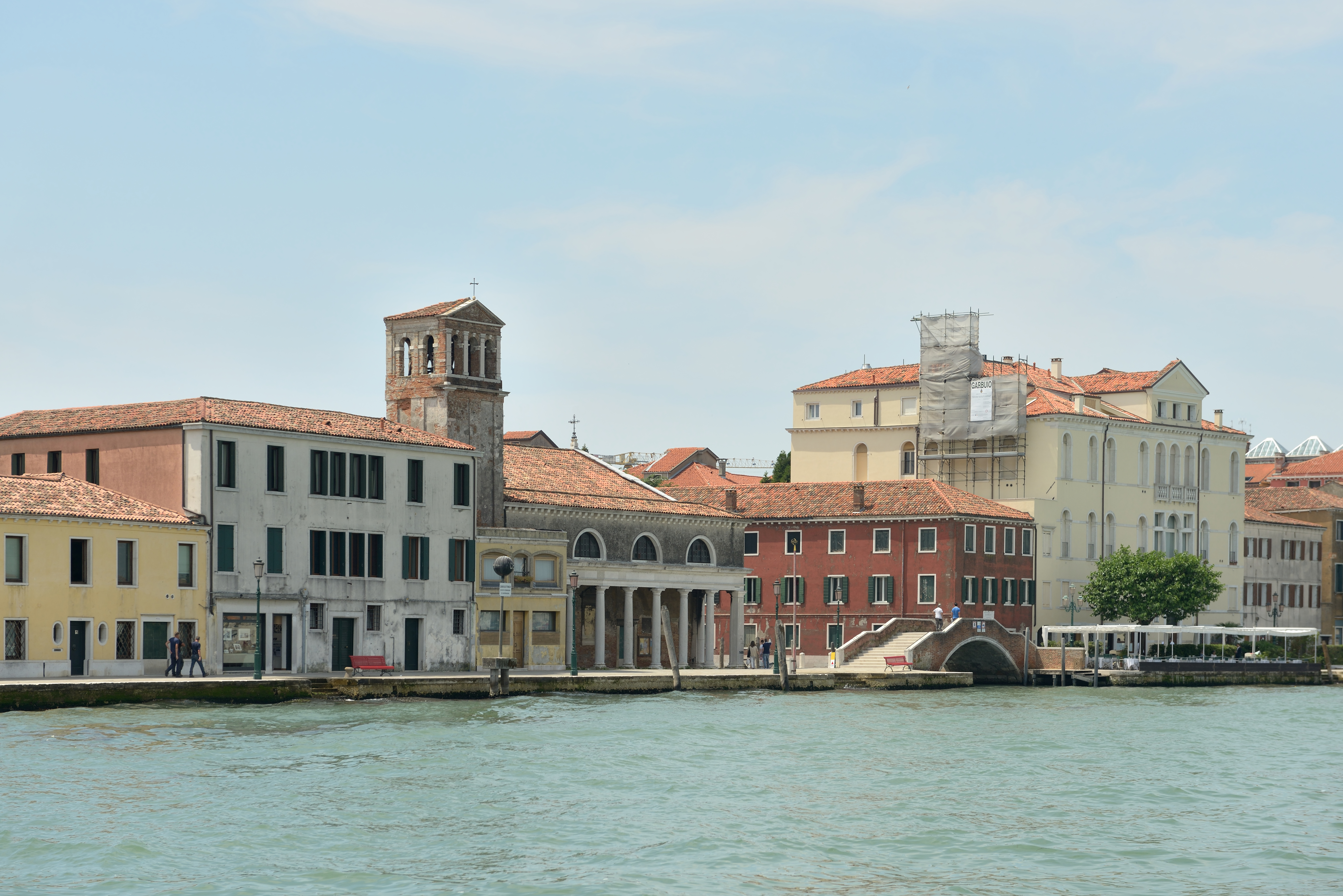
Blick auf die Giudecca mit der Eufemia-Kirche

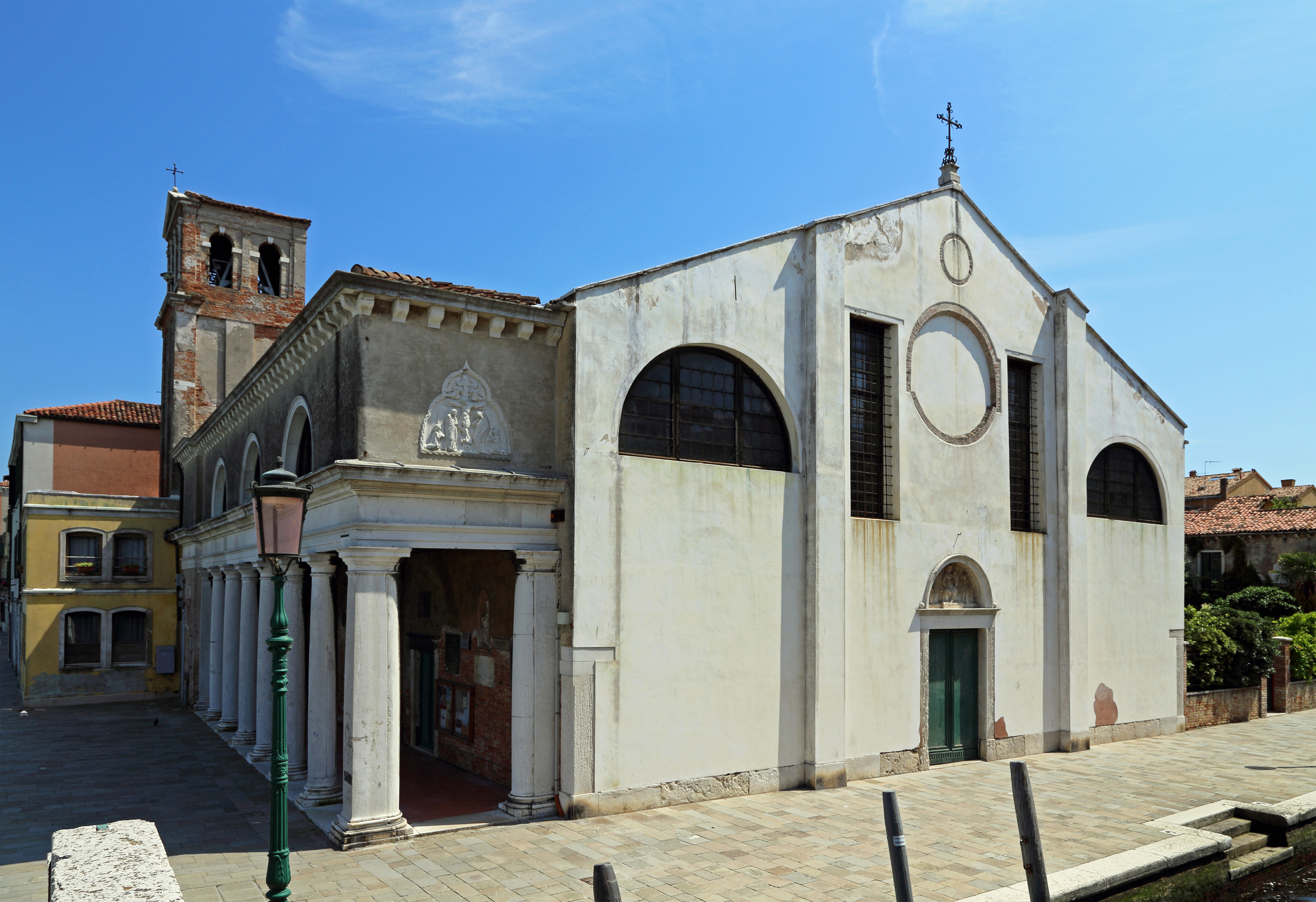
Die Nordfassade

## Geschichte

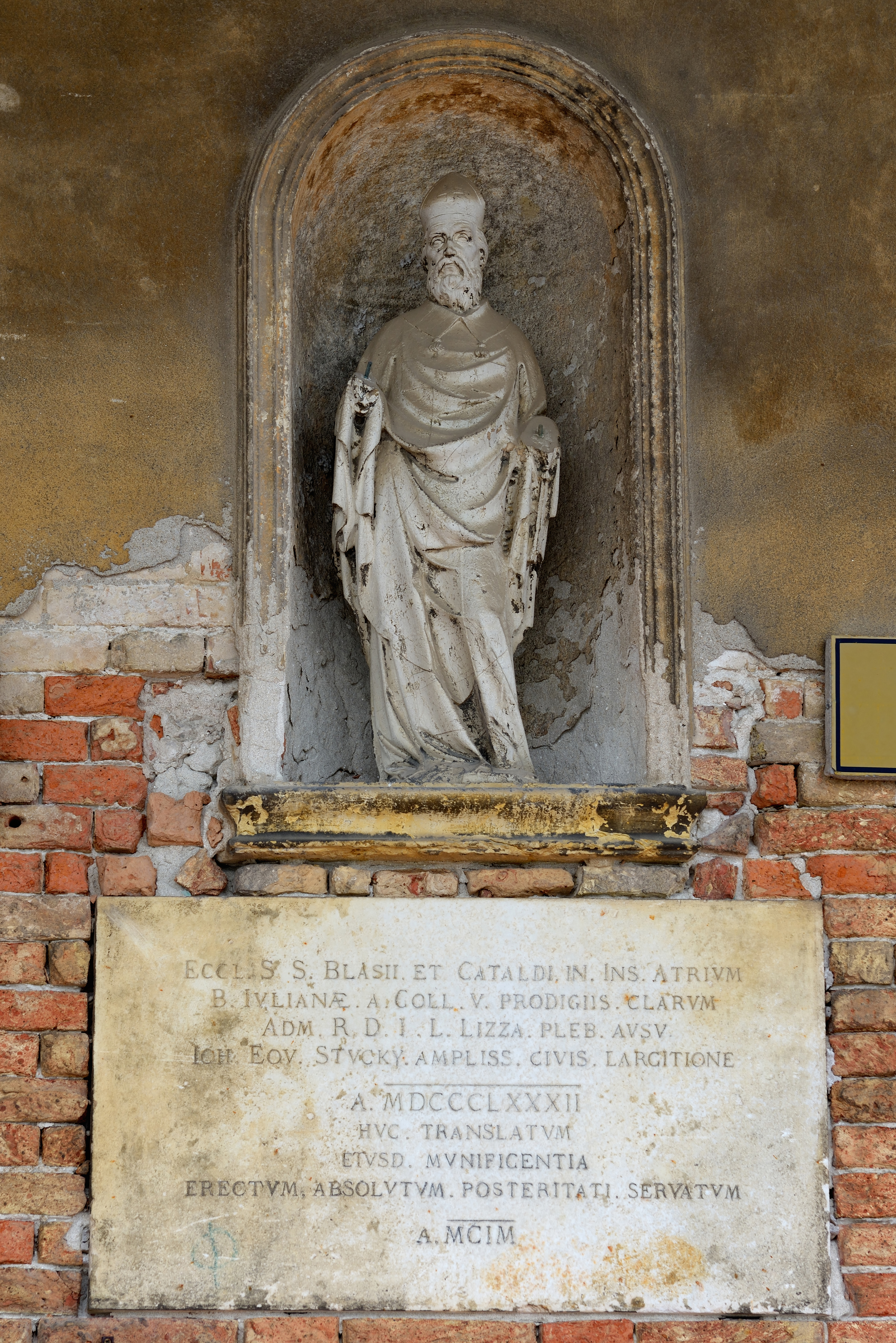
Statue aus der 1884 wegen der Stucky-Mühle abgerissenen Kirche Santi Biagio e Cataldo, die 1882 nach Sant’Eufemia transferiert wurde – mit großzügiger Unterstützung („largitione“) des Herrn Stucky, wie die Inschrift vermerkt.

Folgt man der ‚Tradition‘, so wurde die Kirche im Jahr 856 unter dem Dogen Orso I. Particiaco durch die tribunizischen Familien der Iscoli oder Iesoli, der Selvi und Barbolani errichtet. Sie gehörten zu den ersten Bewohnern der seinerzeit angeblich noch „Spinalunga“, jedoch wohl eher „Spinale“, später Judeca oder Zueca, heute Giudecca genannten Inselgruppe, nachdem sie aus dem Exil zurückgerufen worden waren. Nach anderen Autoren wurde die Kirche von der Familie Dente erst 952 errichtet.
Aus einer Inschrift in einer der Seitenwände geht hervor, dass sie 1371 geweiht wurde, und zwar am 3. September. Bei dieser Gelegenheit wurden der Gemeinde, folgt man dieser Überlieferung, von Seiten des (angeblichen) Patriarchen von Aquileia, Giovanni Conte, Reliquien der Heiligen Euphemia, Dorothea, Thekla und Erasma geschenkt – sie sollen in Aquileia zu Tode gekommen sein.
Wegen einer gewissen Mina, die der Kirche ihr gesamtes Vermögen vermacht hatte, kam es 1437 vor der Quarantia criminal zu einem Prozess, da deren Eltern in Armut lebten. Die sterbende Frau hatte geglaubt, ihre beiden „nicht sichtbaren“ Söhne würden dereinst Papst und Kaiser werden. Andrea Davanzago, der Pfarrer von Sant’Eufemia, wurde dazu verurteilt, den Eltern das verbliebene Vermögen zu erstatten. Nach Errichtung des Patriarchats von Venedig und vor allem nach einigen Synodalbeschlüssen wurden 1461 bis 1462 die ältesten überlieferten Visitationen durchgeführt. Am 4. August 1461 fand eine solche Visitation durch den seit 1457 amtierenden Bischof von Chioggia, Nicolò dalle Croci, in Sant’Eufemia statt, deren Akten überliefert sind. Er stand spätestens 1460 zur Verfügung des Patriarchen, den er bei der Visitation vertrat. Die aufgeführten 27 Fragen bezogen sich auf die praktischen Kenntnisse der Gottesdienstordnung und die Organisation des Kapitels, die Sorge für die Seelen, die wirtschaftlichen Verhältnisse, die Frage der Moral und des Geschlechtsverkehrs mit Frauen sowie des Konkubinats – dabei war auch Raum für Denunziationen vorgesehen –, nach Vorkommnissen von Blasphemie, der Residenzpflicht usw., aber auch des Zustands der Werkstätten, der Utensilien für den Gottesdienst sowie der Akzeptanz der Synodalbeschlüsse. Die Kirche war einer der großen Grundbesitzer auf der Giudecca. 

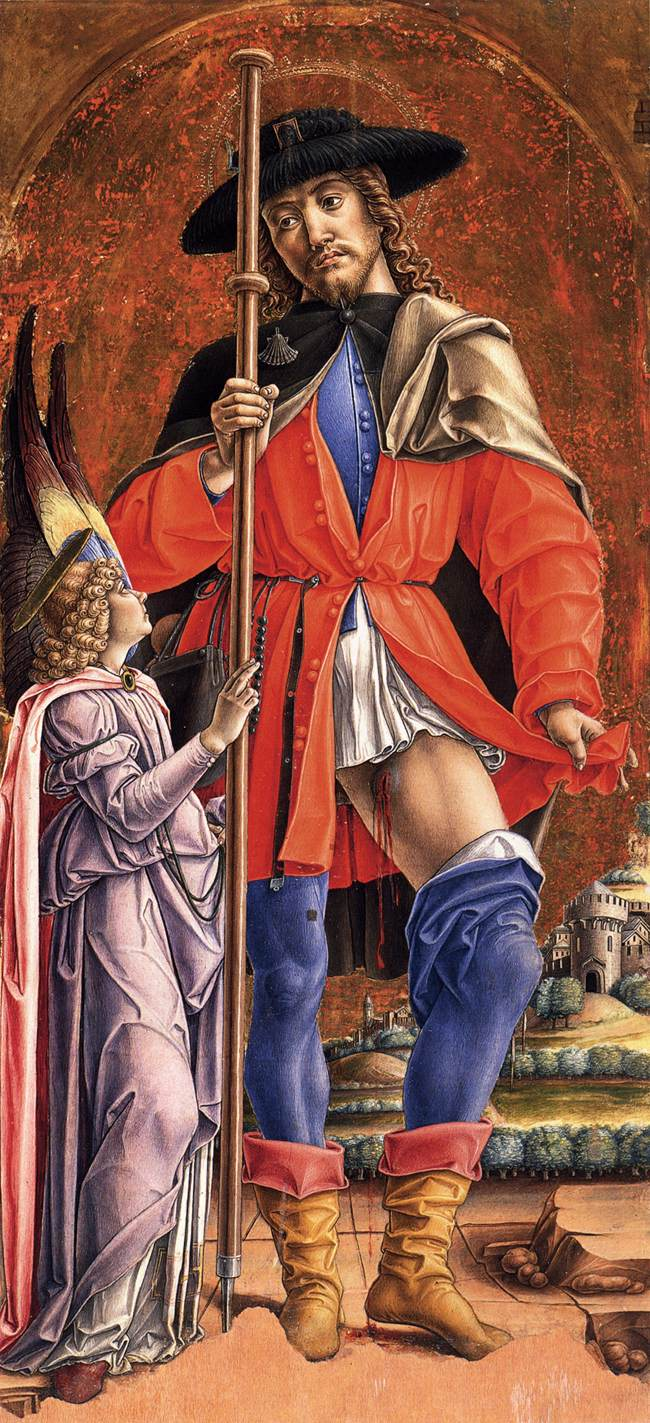
Der hl. Rochus mit dem Engel, Bartolomeo Vivarini († um 1499), Tempera auf Holz, 138 × 59 cm

Als die Nonnen von San Cosma e Damiano auf ihrem Grund eine neue, größere Kirche errichten wollten (südlich der Kirche), gelang dies erst nach Jahrzehnten, in denen das Kapitel von Sant’Eufemia den Verkauf der umfangreichen Grundstücke mitsamt den darauf befindlichen Häusern, in denen auch die Priester wohnten, ablehnte. Erst mit Hilfe des Senats gelang es, diesen Plan 1541 durchzusetzen. Nach Flaminio Corner bestand dieses Kapitel aus dem besagten Pfarrer, zwei Titularpriestern, einem Diakon und einem Subdiakon. Bereits 1481 hatte Papst Sixtus IV. der Äbtissin Marina Celsi des Benediktinerklosters Sant’Eufemia di Mazzorbo den Umzug der Nonnen auf die Giudecca gestattet.
Mit der Auflösung der Gemeinde durch Napoleon im Jahr 1810 – noch 1808 vermerkt Giovanni Battista Albrizzi, dass die Eufemiakirche die Gemeindekirche der gesamten Giudecca sei, dass auf der Inselkette jedoch weitere acht Kirchen existiert hätten – wurde sie Teil der größeren Gemeinde des Santissimo Redentore. Doch bereits 1822 wurde die Gemeinde wiederhergestellt. Die Enciclopedia ecclesiastica von 1862 gibt im 7. Band an, die Gemeinde habe 2.847 Mitglieder gehabt.
Dem Bau der Stuckymühle fiel 1884 die benachbarte Biagio-Kirche zum Opfer, die dortigen Säulen im Atrium wurden nach Sant’Eufemia verbracht.

## Fassade, Glockenturm
Die Nordseite der dreischiffigen Kirche, die auf den Canale della Giudecca blickt, sticht durch einen Portikus von Michele Sanmicheli mit dorischen Säulen hervor. Der Portikus wurde von der einstigen benachbarten Gemeindekirche Santi Biagio e Cataldo hierher versetzt. In einer darunter befindlichen Nische befindet sich eine Darstellung des Santo Vescovo in gotischem Stil, in einer Lünette eine Crocifissione e donatori aus dem 14. Jahrhundert in byzantinischem Stil.
Der Glockenturm stammt aus dem 18. Jahrhundert und ist etwa 10 m hoch. Er wurde 1883 restauriert. Ein Gemälde von Canaletto zeigt einen deutlich höheren Turm mit einer spitzen Haube.

## Innenausstattung

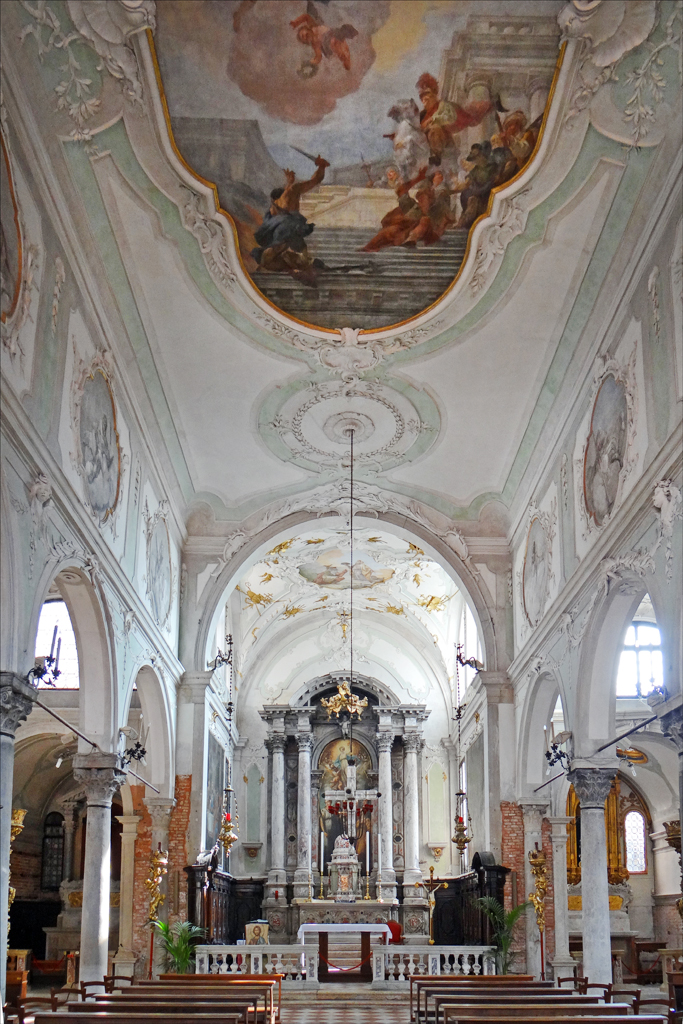
Innenraum

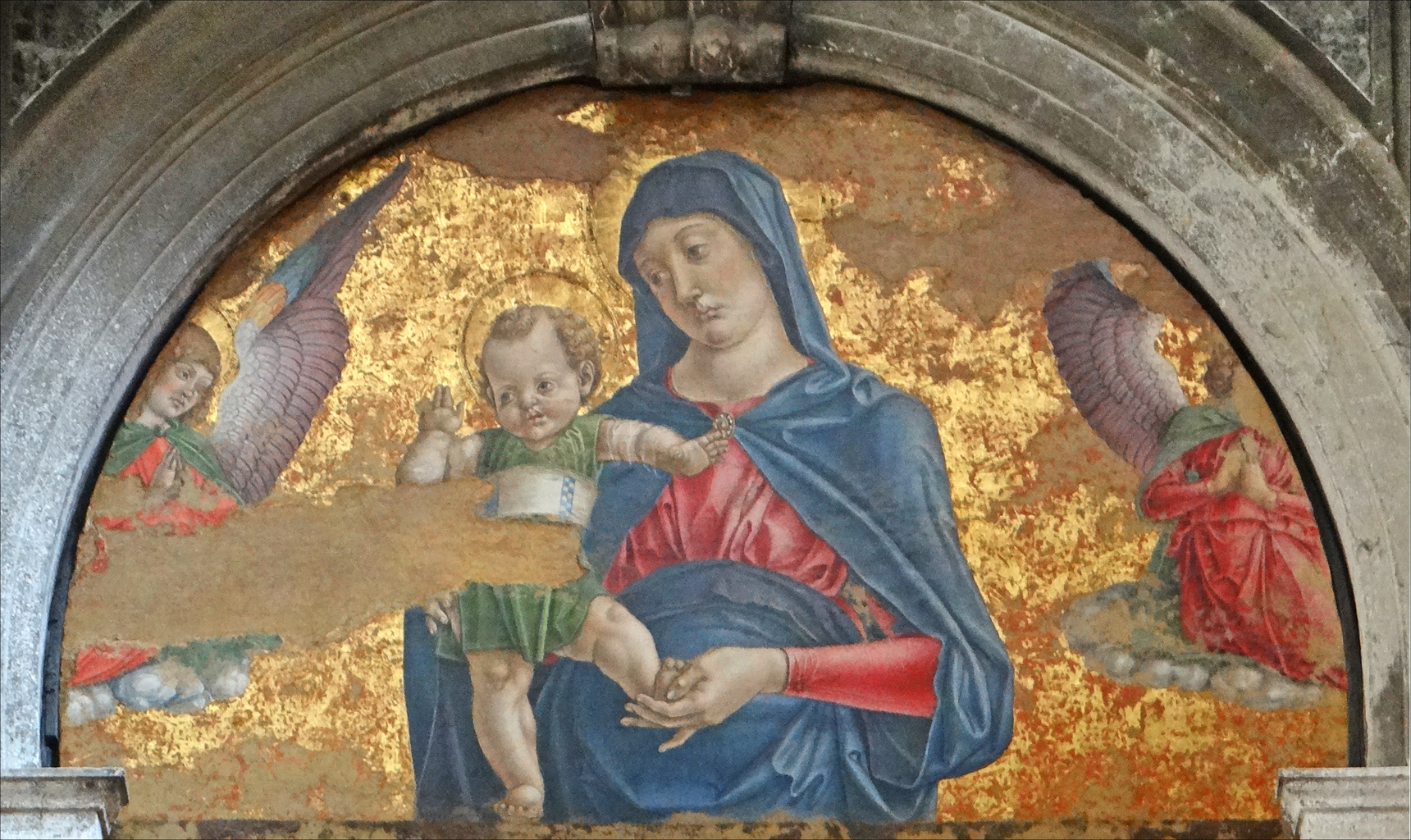
Jungfrau mit Kind, Werk des Bartolomeo Vivarini (1432–1499) von 1480 in der Lunette oberhalb des Altars im rechten Seitenschiff

Das heutige dreischiffige Bauwerk hat die ursprüngliche Grundstruktur bewahrt, ebenso wie die tragenden Säulen und deren Kapitelle. Hingegen stammen die Stuckarbeiten an den Wänden des Hauptschiffes und unter der Decke aus dem 18. Jahrhundert, ebenso wie der Altaraufsatz Gesù fra i Dottori von Francesco Cappella und die Visitazione della Vergine von Giambattista Canal, ein Werk aus dem Jahr 1771. Eine dritte Pala, wie man hier Altaraufsätze nennt, die Nascità di Cristo e l’adorazione dei Magi (Geburt Christi und die Verehrung durch die drei hl. Könige oder Zauberer) von Jacopo Marieschi wurden aus der Kirche entfernt.
Die Decke, ebenfalls von Canal im Stil des Giambattista Tiepolo gehalten, erzählt Legenden aus dem Leben der hl. Eufemia, darunter ihre Taufe im linken Seitenschiff, dann  Sant’Eufemia in gloria im Haupt- sowie eine Episode aus ihrem Leben im rechten Seitenschiff.
Die marmorne Skulpturengruppe La Vergine col Cristo sulle ginocchia (Die Jungfrau mit Christus auf den Knien) auf dem hintersten Altar des linken Seitenschiffes stammt von Gianmaria Morlaiter (1700–1781). Auf dem ersten Altar des rechten Seitenschiffes befindet sich das Triptychon San Rocco e l’angelo (der hl. Rochus und der Engel), darüber eine Lünette mit Vergine col Putto (Jungfrau mit Kind) von Bartolomeo Vivarini, das er 1480 schuf. Im Presbyterium befindet sich eine Abendmahlsszene, signiert von Alvise Benfatto Dal Friso aus der Schule des Paolo Veronese.